# Santa Maria Manuela
Die Santa Maria Manuela ist ein 1937 gebauter portugiesischer Viermast-Gaffelschoner, der in der Kabeljaufischerei eingesetzt wurde. 1993 ausgemustert, wurde der Rumpf ab 2007 neu aufgebaut. Seit 2010 wird sie als Kreuzfahrt- und Charterschiff genutzt. Sie ist eines der letzten erhaltenen Schiffe der ehemaligen Frota Branca Portugals.

## Bau und technische Daten
Der Inhaber der portugiesischen Fischereigesellschaft Empresa de Pesca de Viana, Vasco Albuquerque d’Orey, bestellte den Fischereischoner bei der Werft der Companhia União Fabril (CUF) in Lissabon. Die Konstruktion sah einen Stahlrumpf vor, damit das Schiff auch bei Eisgang eingesetzt werden konnte – eine Folge der Überfischung der Neufundlandbank und des Ausweichens der portugiesischen Fischereiflotte in die Davisstraße zwischen der Baffininsel und Grönland. In Lissabon wurde das Schiff gleichzeitig mit dem Schwesterschiff Creoula am 11. März 1937 auf Kiel gelegt und lief nach nur 62 Tagen Bauzeit am 10. Mai 1937 vom Stapel. Das Schiff erhielt den Namen Santa Maria Manuela nach der Frau des Eigentümers Vasco Albuquerque d’Orey.
Die Santa Maria Manuela ist als Viermast-Gaffelschoner mit maximal elf Segeln und 1244 m² Segelfläche getakelt. Sie verdrängt 1237 Tonnen, ist 62,80 Meter lang, 9,90 Meter breit und hat 4,60 Meter Tiefgang. Mit den mehrfachen Umbauten wechselte auch die Motorisierung: Beim Neubau wurde ein Burmeister & Wain-Dieselmotor mit 380 PS eingebaut, der beim Umbau zum Motorschiff 1967 durch einen Deutz-Dieselmotor mit 565 PS ersetzt wurde. Heute unterstützen zwei Volvo-Penta-Dieselmotoren den Segler. Sie leisten je 507 PS und wirken auf eine Schraube. Zum Kabeljaufang waren bis zu 70 Fischer mit 55 Dorys an Bord, heute besteht die Stammbesatzung aus 13 Personen, dazu kommen bis zu 50 Trainees und Gäste.

## Geschichte

### Fischereischoner der Frota Branca (1937–1967)

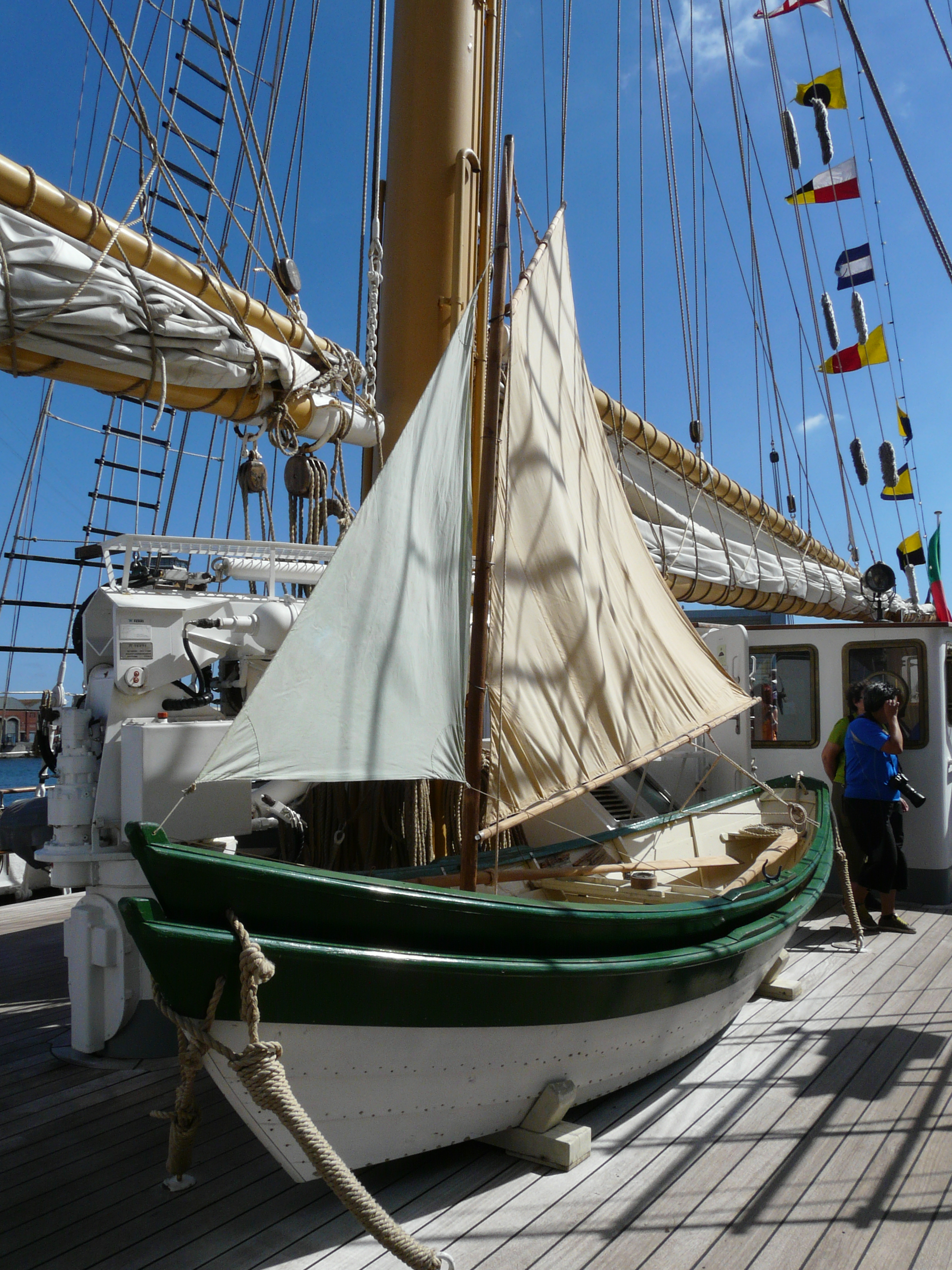
Zwei ineinander gestapelte Dories an Bord der Santa Maria Manuela

Im Mai 1937 wurde die Santa Maria Manuela wie die Creoula in Dienst gestellt und legte noch im selben Monat für die Empresa de Pesca de Viana zur ersten Fangreise ab, wie sie sich in den folgenden Jahrzehnten wiederholte: Im April/Mai eines Jahres segelte sie zusammen mit weiteren Fischereischiffen nach Labrador auf die Grand Banks und von dort in die Davisstraße zwischen der Baffininsel und Grönland.
Auf der Hinfahrt war sie mit Salz beladen, das zuerst als Ballast und später für das Salzen der Fische diente: Bis in den Herbst fischte sie vor allem Kabeljau, der von den mitgeführten Dorys aus mit Langleinen gefangen und an Bord des Schiffes gesalzen wurde. Die Fangreise dauerte in der Regel bis etwa Oktober, nach der Rückkehr lagen die Schiffe im Hafen, wurden über den Winter gewartet und neu ausgerüstet. Die Santa Maria Manuela nahm Jahr für Jahr an den Fangreisen teil und wurde 1967 an die Empresa de Pesca Ribau aus Aveiro verkauft, die den Schoner genauso weiter einsetzte.

### Motortrawler (1967–1993)
Nach ein paar Jahren ließ der neue Besitzer den Schoner 1967 zum Motorschiff umbauen. Von den Masten blieben lediglich Fockmast und Besanmast als Ladebäume erhalten. In dieser Form setzte die Reederei das Schiff weiterhin in der Langleinenfischerei mit Dorys ein. Ein weiterer Umbau erfolgte 1972, bei dem auf dem Vorschiff weitere Kajüten und eine Kombüse sowie eine Kommandobrücke eingebaut und das Schiff zudem mit Stellnetzen ausgerüstet wurde. Ein letzter Umbau fand 1981 statt, als ein Teil des Laderaumes in ein Kühlraum umgewandelt wurde.
Als 1992 Kanada infolge der Überfischung einen Fangstopp verhängte und seine Häfen für ausländische Fischereischiffe schloss, bedeutete dies auch das Ende der portugiesischen Fischerei auf der Neufundlandbank. Im Jahr darauf wurde die Santa Maria Manuela stillgelegt und demontiert, so dass für die Abwrackung nur noch der Stahlrumpf übrig blieb.

### Auflieger und Charterschiff (seit 1993)
Im gleichen Jahr gründeten 17 portugiesische Organisationen die Fundacäo Santa Maria Manuela, um das Schiff zunächst zu bergen und wieder als Segelschiff wieder in seiner ursprünglichen Form aufzubauen. Zunächst wurde der Rumpf in São Jacinto zum Gelände der Werft Estaleiros São Jacinto verbracht, wo er bis 2007 aufgelegt blieb. Erst als das Unternehmen Pascoal & Filhos, das früher selbst eine große Fischereiflotte besessen hatte, das Schiff 2007 erwarb, konnte mit dem Wiederaufbau begonnen werden. Nach vier Jahren auf Werften in Gafanha da Nazaré und Marín in Spanien war die Restaurierung abgeschlossen.
Seit 2010 wird die Santa Maria Manuela als Kreuzfahrtschiff und Charterschiff genutzt. Auf europaweiten Reisen können bis zu 50 Passagiere und Trainees untergebracht werden, die auf Wunsch beim Segelsetzen und im Bordalltag mitarbeiten können. Seit 2016 befindet sich das Schiff im Besitz der Firma Recheio, die zur Gruppe Jerónimo Martins gehört.